# (65775) Reikotosa
(65775) Reikotosa est un astéroïde de la ceinture principale.

## Description
(65775) Reikotosa est un astéroïde de la ceinture principale. Il fut découvert le 18 septembre 1995 à Kuma Kogen par Akimasa Nakamura. Il présente une orbite caractérisée par un demi-grand axe de 2,57 UA, une excentricité de 0,30 et une inclinaison de 4,1° par rapport à l'écliptique.

## Compléments